# Arif Gjyli
Arif Gjyli (ur. 1913 w Szkodrze, zm. 23 sierpnia 1989) – albański poeta i twórca literatury dziecięcej, żołnierz Armii Narodowo-Wyzwoleńczej, po II wojnie światowej deputowany do Zgromadzenia Ludowego.